# 東京交通会館
東京交通会館（とうきょうこうつうかいかん）は、東京都千代田区有楽町二丁目の有楽町駅前に所在する店舗・オフィス・展示場などを有する大規模な複合ビルである「東京交通会館ビルディング」の複合商業施設としての名称。本項では同ビルのほか複数の不動産物件を所有するビル運営会社で三菱地所と東京都が出資する株式会社東京交通会館についても記載する。

## 概要
1964年東京オリンピックの開催を間近に控え、有楽町周辺は外堀の埋立てや数寄屋橋の撤去、高速道路とショッピング街の建設など急速に都市整備が進められていった。しかし有楽町の東口駅前だけは、戦後の応急建物である東京都交通局の老朽化した建物が残り、その付近一帯は太平洋戦争後の闇市より発展した立ち飲み屋・寿司屋など木造店舗がひしめき合う「すしや横丁」と呼ばれた木造建物が密集し、近所にあった朝日新聞社、毎日新聞社、読売新聞社の記者達の溜まり場として昼夜を問わず賑わっていた。しかし、「繁華街である銀座の入口にあたる有楽町駅のすぐ目の前で、戦後の闇市の姿をそのまま残す「すしや横丁」の存在は、都市の美観の点、また防災の点からも好ましくないことは誰の目にも明らかであった。」という名目の下、整理と再開発が行われることとなった。
その頃、交通局は木造庁舎を早急に改築する必要に迫られていたが、「すしや横丁」の存在が問題を複雑にさせ解決が先送りにされていた。一方、1960年（昭和35年）初頭には東海道新幹線の東京駅乗り入れが決定、これに伴い有楽町駅東側の高架線路新設のため、「すしや横丁」が存在する三菱地所所有地811坪が道路用地として買収されることになった。都市計画当局では有楽町駅前を総合的に整備する計画を立て、駅前広場を設けて地下に駐車場を設置するとともに、2棟の大規模ビルを建設することに決定した。三菱地所では都市計画の重要性を理解し、公共事業に協力するという大局的な立場から、1963年（昭和38年）2月、交通局と共同でビルを建設することで合意。これを受け、両者が発起人となり東京交通会館を設立した（下記参照）。
建物は1963年9月21日に着工し、1965年（昭和40年）6月18日に竣工した。地下4階地上15階建てで、延床面積は1万9706坪、このうち5205坪は従前の交通局借地相当分として同局の所有とし、残り1万4501坪が東京交通会館の所有となった。当時としては珍しかった「役所のあるビル」として誕生したが、1991年（平成3年）4月1日、西新宿に東京都庁舎が開庁すると交通局は第二本庁舎に移転した。
有楽町駅東口は、地区ごとにAビル、Bビルという2棟の再開発ビルの建設が予定されており、Aビルにあたる東京交通会館の完成が一番手となった。BビルはAビルと同時に都市計画決定がされ、三菱地所はこのBビル計画地区内で1961年（昭和41年）3月、村井ビルヂングを取得したが、この地区は土地家屋とも権利関係が極めて複雑で、長年、着工されていなかった。しかし、2002年（平成14年）から再開発組合による計画が再開され、2007年（平成19年）10月12日に有楽町イトシアが開業に至った。またBビルの予定地の南側、晴海通りに面した一角には朝日新聞東京本社や日劇、丸の内ピカデリーがあったが、朝日新聞社の築地への移転を機にCビルとして再開発が行われることになり、1984年（昭和59年）10月、有楽町センタービル（有楽町マリオン）が完成した。交通会館の建設と並行して駅前広場の造成のため、東京都と「すしや横丁」を含めた地元側組合とのあいだで立ち退き交渉が続けられていたが不調に終わり、強制収用が行われることになった。これにより最後まで立ち退きを拒否していた店舗「だるま鮨」は、1968年（昭和43年）8月30日に強制撤去され、「すしや横丁」は完全に姿を消した。

## 施設構成
地下1階から地上3階を商業ゾーンとし、地下1階で有楽町イトシアと東京メトロ有楽町線有楽町駅と直結する。飲食・物販・サービス・郵便局（東京交通会館内郵便局・風景印には当会館と新幹線700系電車が描画）・ATMなどで構成され、八重洲口の国際観光会館のテナントであった各道府県の観光物産案内所の一部がアンテナショップに転換して出店。また2階に旅券発給窓口の東京都旅券課有楽町分室が置かれている。3階には屋上庭園「有楽町コリーヌ」があり、東海道新幹線を間近に望める撮影名所として知られている。
4階から11階はオフィスゾーンで、献血ルーム、各種スクール、法律事務所、特許事務所、税理士事務所、移住サポート・情報センターなどが入る。
銀座スカイラウンジ
「有楽町駅前に回転レストランのある名店ビル 東京ニューセンター デビュー!」と銘打ち、最上部に開業した回転レストランで東京會舘が運営する。通常は時計回りだが、客が楽しめるよう、回転部分のメンテナンスも兼ねて3ヵ月に1度、逆周りしていた。その斬新さと地上55メートルからの眺望を売り物に、銀座にも至近でもあることから当初より人気スポットとして賑わいをみせ、両親に彼女を紹介したい時、遠方から上京の折にビル群のネオンを見てもらいたい時など、若い人の利用も少なくなかった。
ホテルニューオータニを初めとして1964年（昭和39年）頃から全国で回転レストランは広がり、眺望の良さが売りだったが、高層ビルが珍しくなくなると次第に下火になり、ニューオータニは「安全性の考慮」を理由に2018年（平成30年）3月で停止。銀座スカイラウンジは首都圏で最後まで回転する形態を維持していたが、スムーズに食事ができる滑らかな回転を維持するにはコストもかかるとして、2020年（令和2年）12月30日で停止・休業となり、リニューアル工事を終え、2021年（令和3年）9月1日から回転をしないレストランとして営業を再開した。

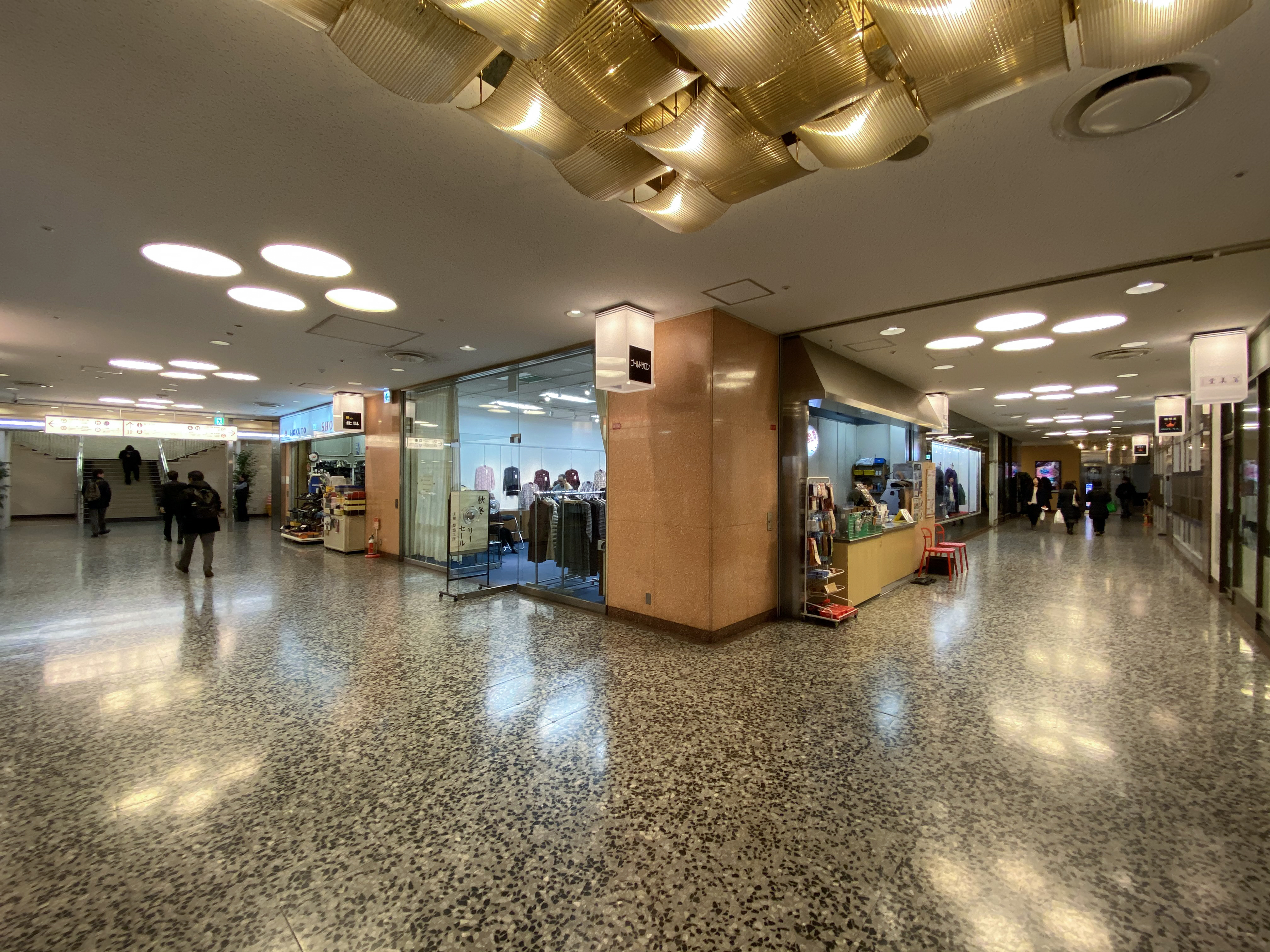
地下1階
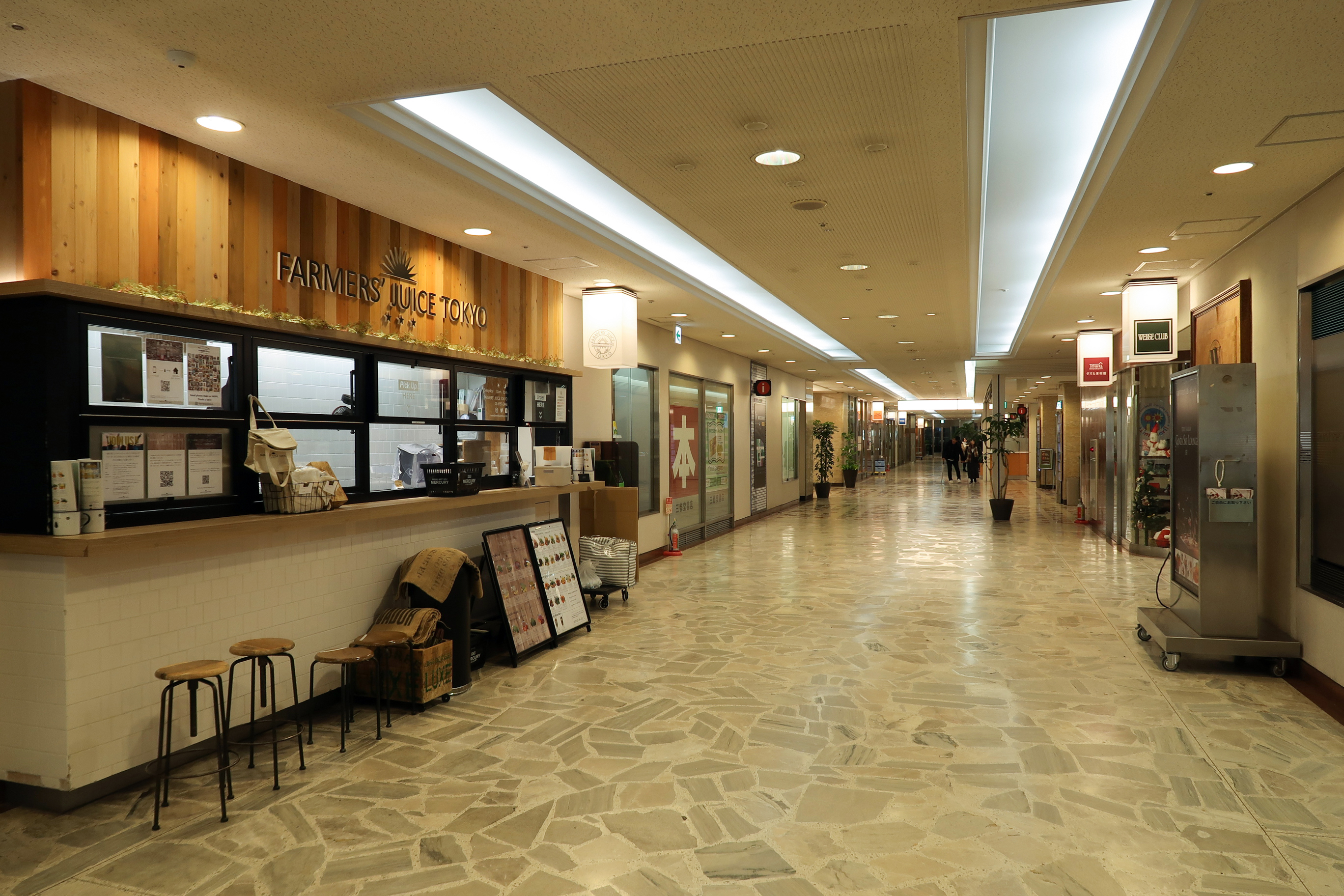
1階
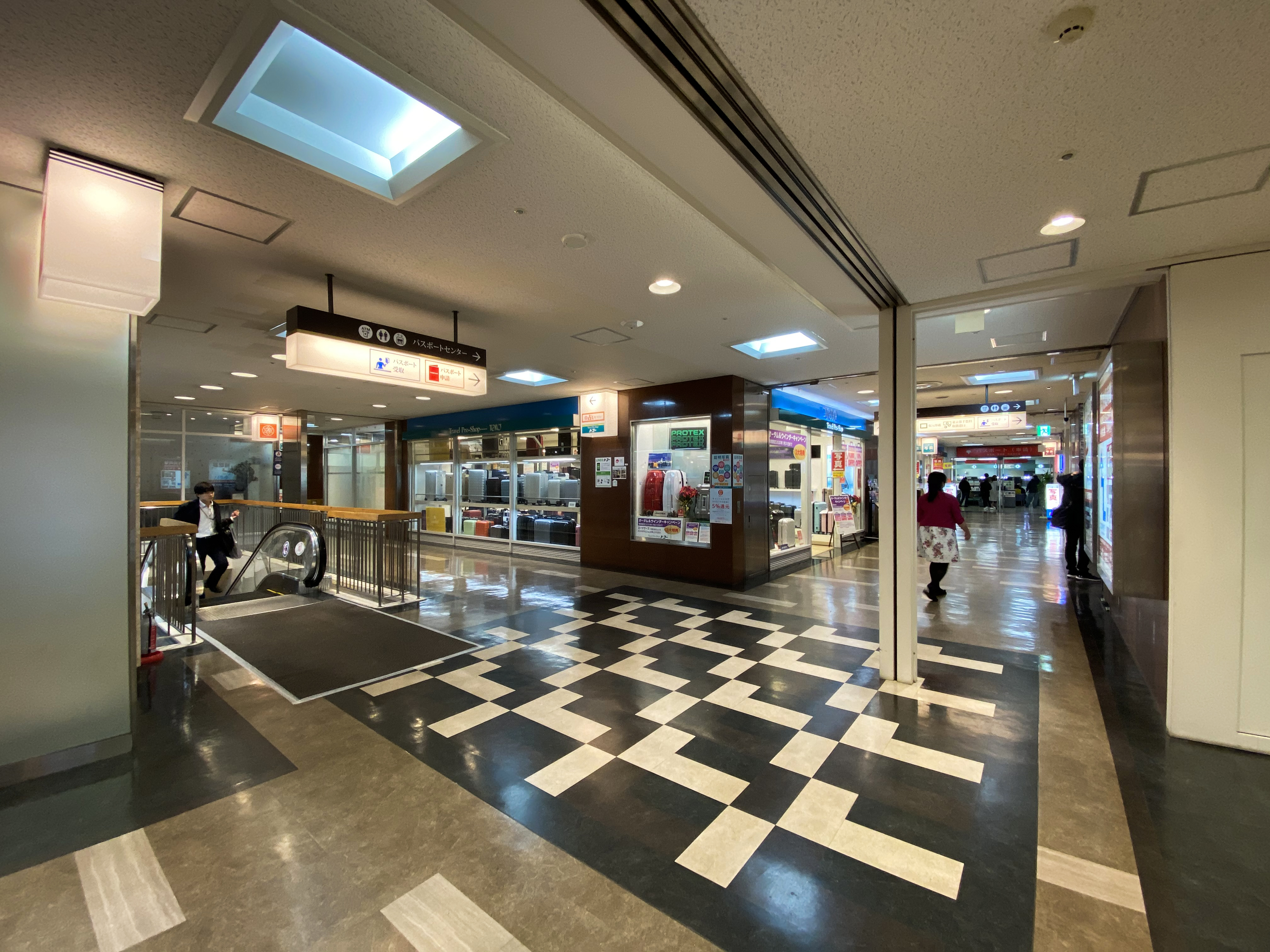
2階
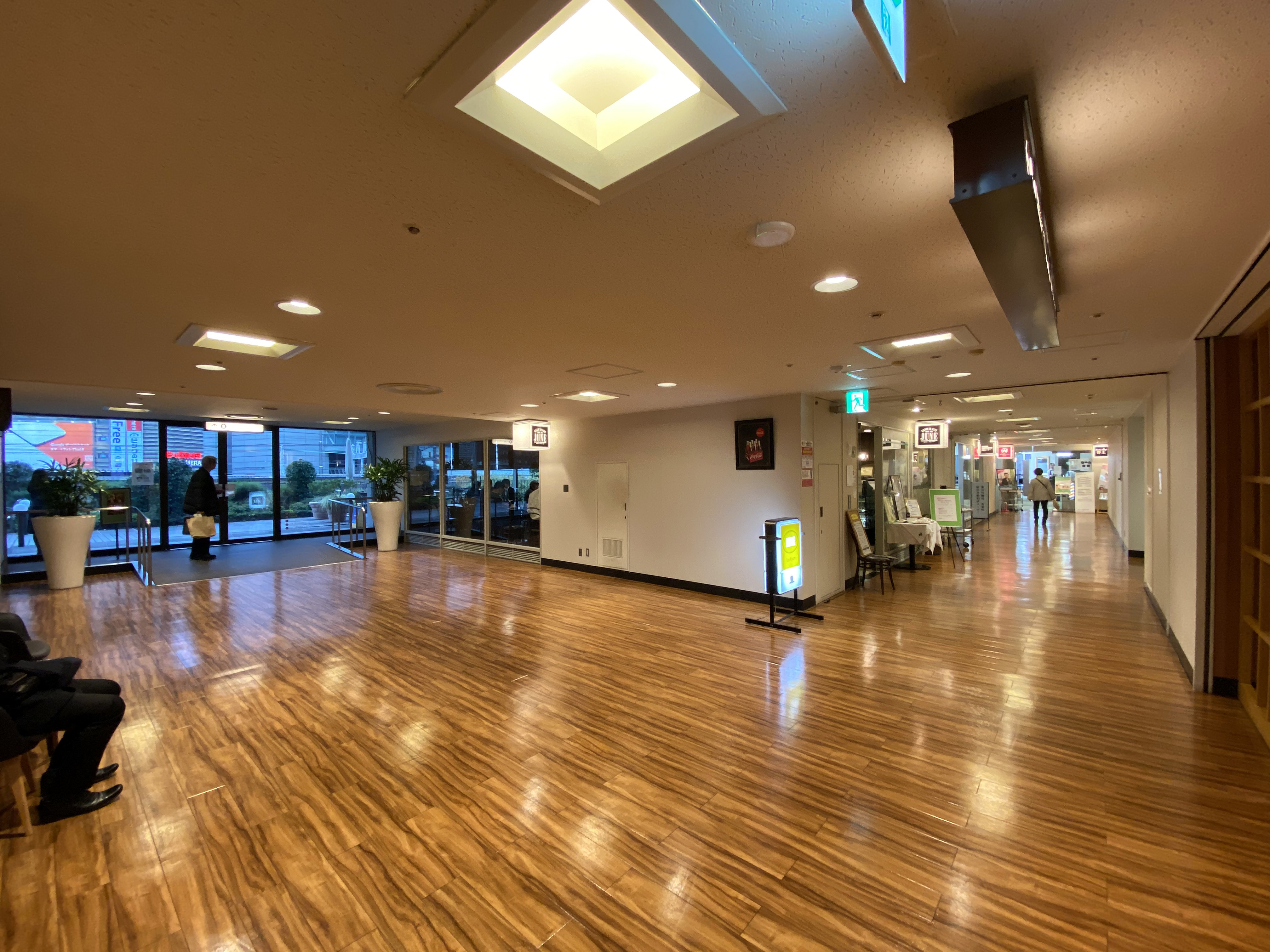
3階
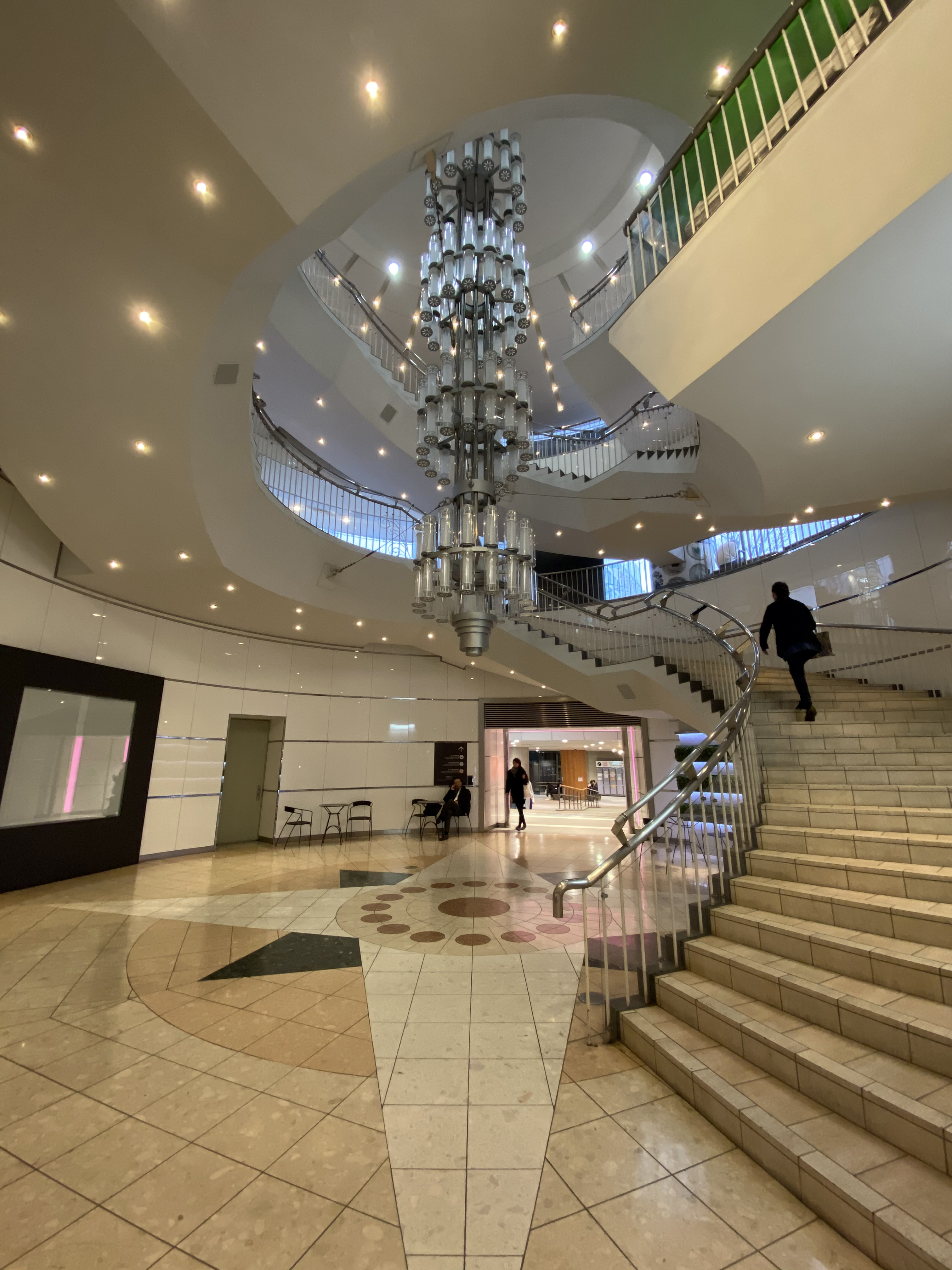
エントランス階段
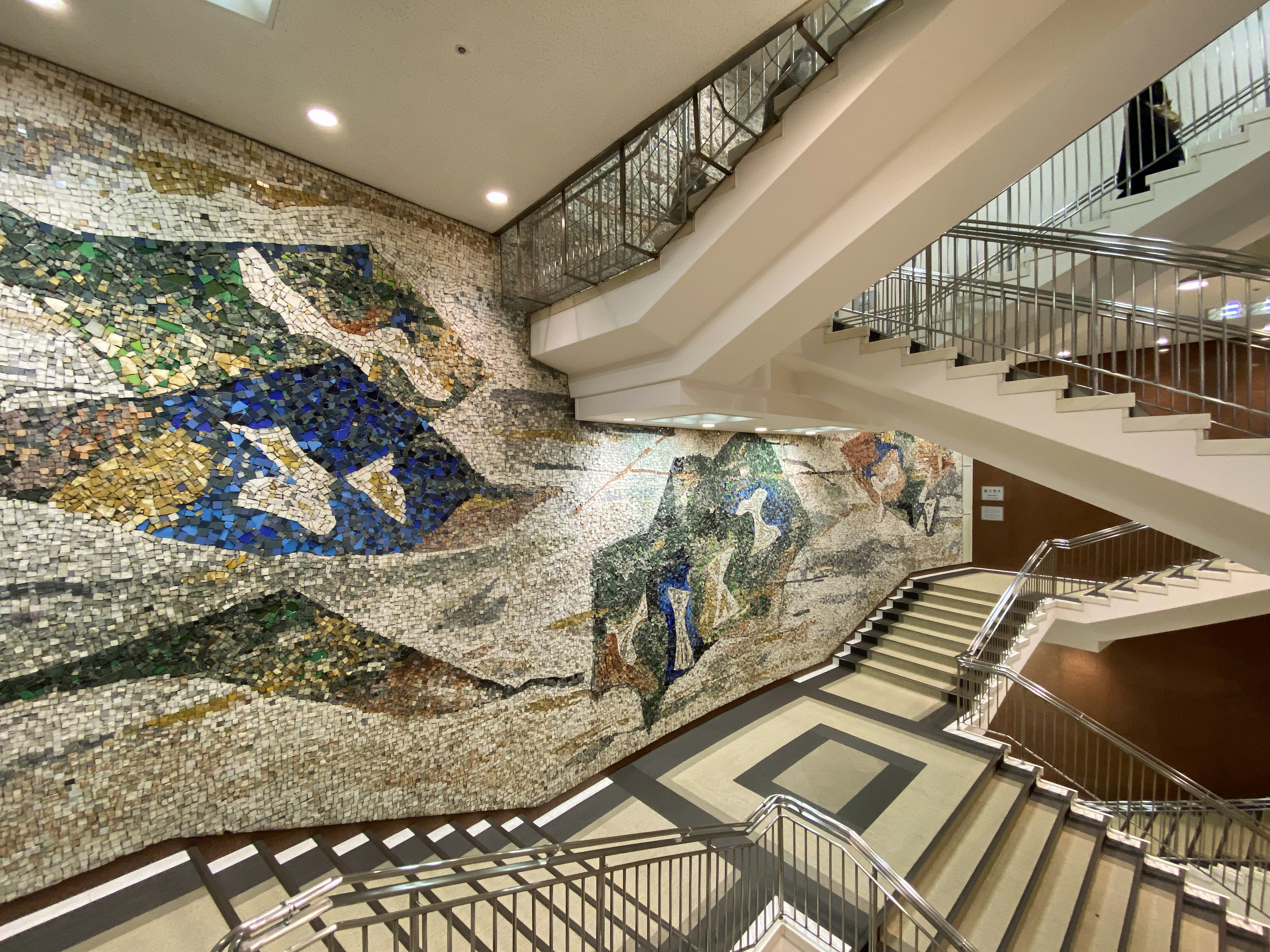
大階段

## 東京交通会館（企業）

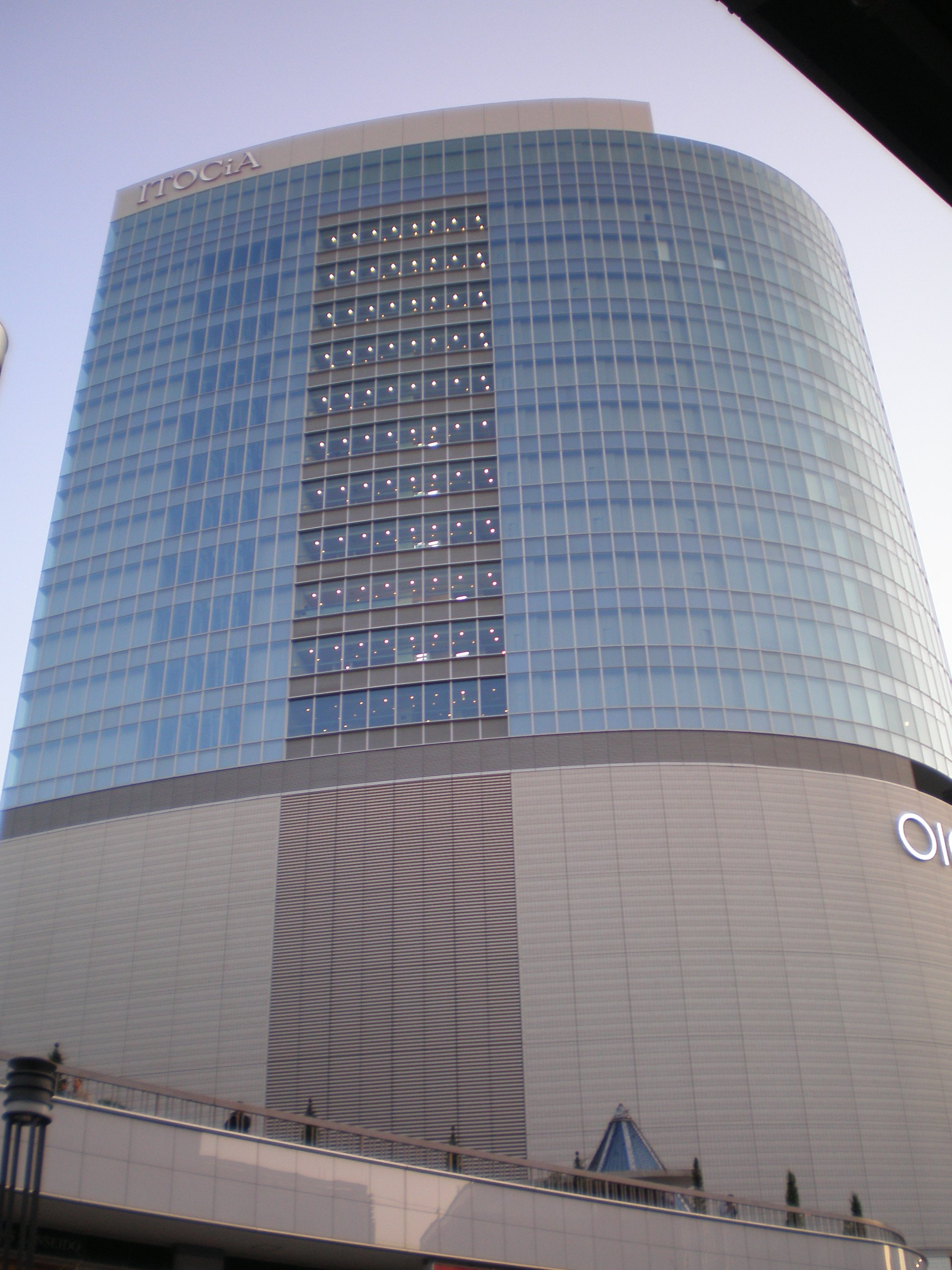
有楽町駅前ビル

株式会社東京交通会館は、東京交通会館ビルディングの建設・運営を目的として1963年（昭和38年）6月に設立。資本金は1億30万円で、このうち三菱地所と東京都が5000万円ずつ出資し、その他は個人が引き受けた。初代社長には三菱地所の渡辺武次郎社長が就任した。
1965年（昭和40年）3月に増資し、新資本金は4億円となった。三菱地所出資分は当初1億4985万円だったが、のちに50%にあたる2億円となっている。当ビルならびに都営新宿線各駅地上部の駅ビル、有楽町イトシアの管理・運営にあたっている。

### 所有物件

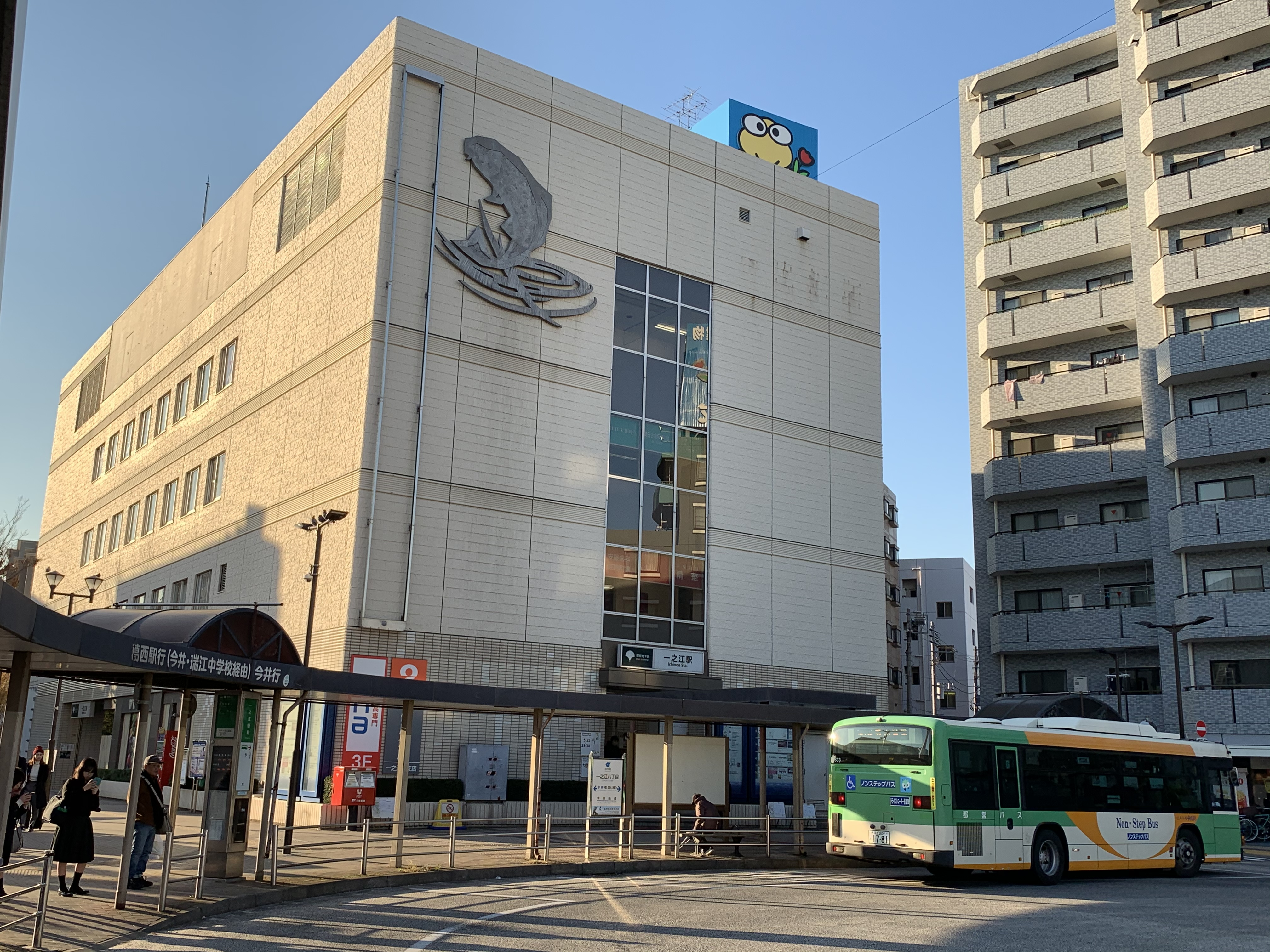
交通会館一之江ビル

- 東京交通会館ビルディング（区分所有・運営、敷地は東京都と三菱地所から賃借）。
- 都営地下鉄新宿線一之江駅・瑞江駅・篠崎駅の各駅地上部（都有地）の駅ビル（区分所有・運営、敷地は東京都から賃借）。
  - 交通会館一之江ビル
  - 交通会館瑞江ビル・交通会館瑞江ビルアネックス
  - 交通会館篠崎ビル
- 有楽町駅前第1地区第一種市街地再開発事業の区域内の土地を購入のうえ、地権者として同再開発事業に参画し多くのオフィス区画などを区分所有。
  - 有楽町イトシア